# Arunáčalská dračí síla
Arunáčalská dračí síla (anglicky Arunachal Dragon Force, ve zkratce ADF), známá též jako Osvobozenecká fronta východní Indie (anglicky East India Liberation Front), je separatistické hnutí ve východoindickém státě Arunáčalpradéš. Cílem hnutí je vytvoření nezávislého státu na území Arunáčalpradéše a sousedního indického státu Ásám. Má asi šedesát bojovníků.